# Edições Loyola

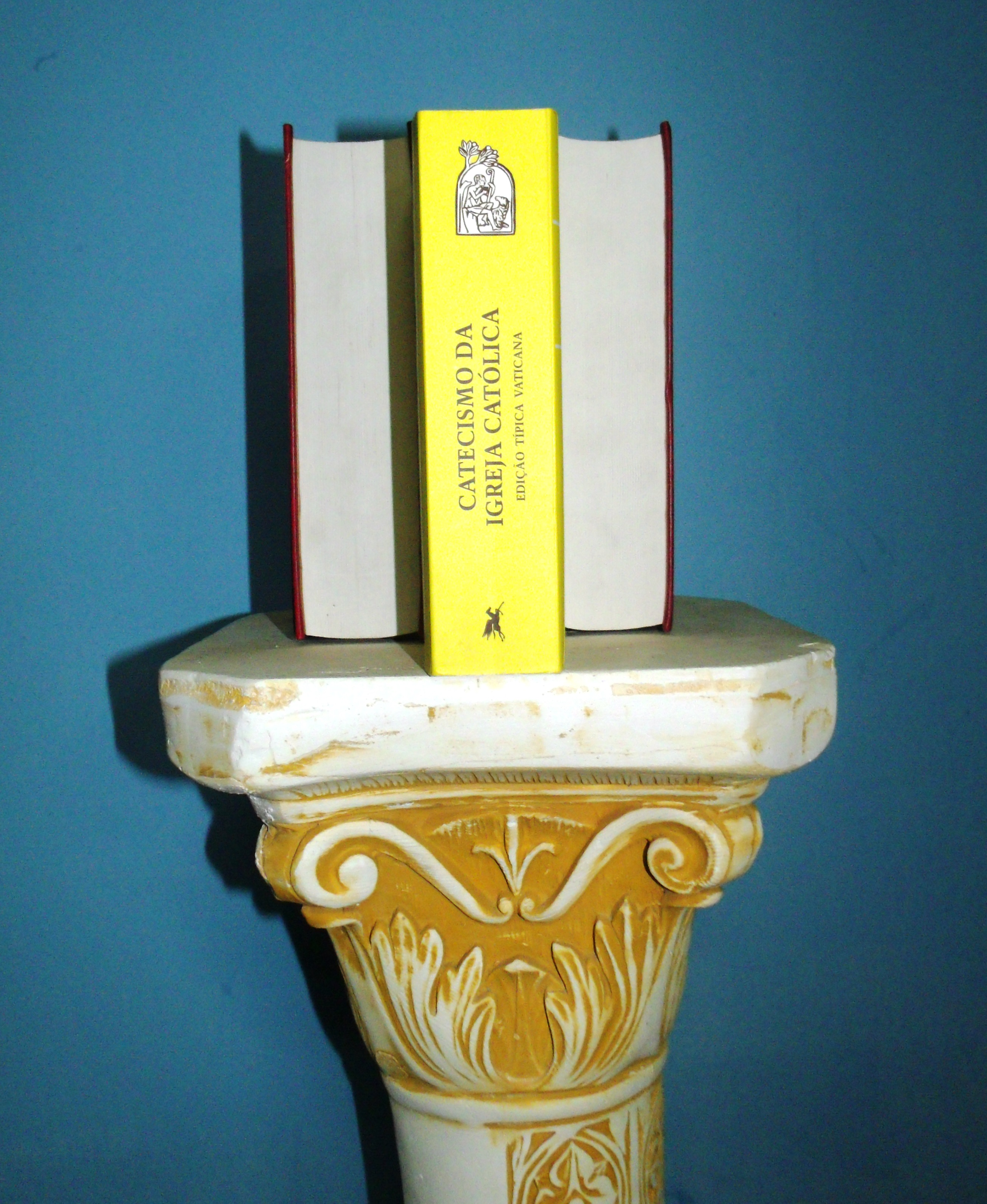
Catecismo da Igreja Católica editado pela Loyola.

Edições Loyola é uma editora brasileira com sede em São Paulo que comemorou em 2008 50 anos de existência. É considerada uma das dez maiores editoras do Brasil.